# Outlaws MC
Gli Outlaws MC sono un moto club internazionale attivo soprattutto negli Stati Uniti d'America.

## Origini
Gli Outlaws rivendicano il titolo di "MC" più vecchio tra i "Big Four" (ovverosia i 4 "motorcycle clubs" o "MC" più diffusi a livello mondiale che, al giorno d'oggi, oltre agli Outlaws sono: Hells Angels MC, Bandidos MC e i Pagans MC, questi ultimi molto diffusi solo però all'interno degli Stati Uniti d'America). Secondo le tradizioni del club, la nascita degli Outlaws risale al 1935, in un bar sulla vecchia Route 66, nella contea di McCook, in Illinois.
In quella sede fu fondato l'originario "McCook Outlaws MC", che aveva come simbolo una piccola moto alata ripresa frontalmente, mentre il famigerato teschietto con le scritte in caratteri gotici fu adottato solo nel 1950, dopo il secondo conflitto mondiale, durante il quale le attività del club furono parecchio ridotte, anche a causa della partenza per il fronte europeo di molti suoi membri. I pistoni incrociati al di sotto del teschio furono invece aggiunti solo dal 1954 in poi, sull'onda del film Il selvaggio, dove Johnny (Marlon Brando) era a capo di un club di motociclisti chiamato "BRMC" ("Black Rebel Motorcycle Club", nome storico ora utilizzato da un gruppo Indie rock). Gli Outlaws MC sono dunque tra i primi club Onepercenters al mondo.

## Struttura e tradizioni

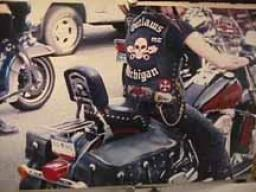
Un membro degli Outlaws su una motocicletta

La struttura dell'Outlaws MC è più gerarchica di quella degli Hells Angels (dove ogni sezione prende per sé le proprie decisioni), e l'intero club degli Outlaws può comunque vantare una connotazione piuttosto nazionalista. È facile vedere soprattutto i membri statunitensi indossare magliette con scritte come “White Power”, come anche non si possono annoverare membri di colore all'interno del club, almeno per quanto riguarda il territorio degli U.S.A. (nonostante ormai l'organizzazione si sia diffusa a livello planetario, contando sedi anche in paesi come il Giappone e le Isole Filippine). I loro chapters ("sedi", nel gergo degli Outlaws) sono molto numerosi, e per coordinarli è stata creata una complessa struttura gerarchica, diretta da una serie di presidenti "regionali" (gli stessi USA sono stati divisi in 5 "regioni", mentre ogni nazione al di fuori degli Stati Uniti è considerata un'altra regione), i quali fanno capo a un presidente internazionale.
Questa rigida impronta gerarchica applicata all'organizzazione, seppur con le dovute differenze a seconda dei casi, è tipica comunque di qualsiasi altro club MC sorto a ridosso del secondo conflitto mondiale, dato il gran numero di reduci dell'esercito americano che andarono a ingrossare le file di queste nuove realtà nascenti nella società statunitense dell'epoca; ancora oggi negli Outlaws si parla di "cariche" e di "ufficiali", per indicare le figure e i compiti più importanti al loro interno. Come in molti altri club onepercenters, un candidato che desideri entrare nell'organizzazione dovrà superare un percorso di circa due anni (nella migliore delle ipotesi), durante i quali dovrà mettersi al servizio dei "full members" o "patch members"(cioè i membri a pieno titolo del club) e dimostrare la propria determinazione.
Tra i vari doveri richiestigli dovrà essere il primo ad arrivare nella club house (termine che ogni MC utilizza per indicare lo stabile in cui è ospitata la sede fisica del club per quella determinata zona geografica), verificare che ci siano cibo e birra, inoltre dovrà mettere in ordine e fare manutenzione a stabili e alle moto dei membri. Il candidato pertanto diventa per prima cosa un "hangaround" (e quindi diverso, ormai, da un semplice "supporter", cioè chi frequenta il club nelle sue manifestazioni ma non è ancora candidato ufficialmente); in un secondo momento diviene "probate" o "probationary outlaw", e infine "prospect" o "prospective member", che è il livello più alto di appartenenza al club degli Outlaws quando si è in prova.
In generale, nel mondo dei motorcycle clubs, l'"hangaround", il "probate" e il "prospect" sono autorizzati a indossare alcuni segni distintivi, diversi a seconda del club a cui si desidera appartenere. Per esempio, gli Hells Angels consegnano al candidato una piccola pezza rettangolare, con ricamato il titolo "prospect", da indossare sul davanti del gilè (detta anche "flash"), insieme al "bottom-rocker" (toppa di forma ellittica la cui posizione di cucitura è nella parte inferiore della schiena di un gilè), con sopra ricamato il nome dello stato di provenienza di quello specifico "membro in prova"; mentre i "probates" degli Outlaws possono indossare sulla schiena una pezza ovale con sopra scritto "probationary outlaw", e successivamente entrambi i "rockers" ufficiali ma senza il logo centrale quando si diviene "prosepctive member".
Se il suo comportamento è stato considerato idoneo, nel giro di due anni il candidato riceverà finalmente i suoi "colori" (col termine "colori" s'intende il "set" completo che va a formare ogni logo di riconoscimento di ciascun "club fuorilegge"), diventando così "full-member" (o "patch member"), ovverosia un membro a pieno titolo dell'organizzazione. La toppa del "Charlie", cioè il teschio con i due pistoni incrociati che rappresenta il vero spirito e il vero completamento dei colori attinenti all'Outlaws MC, verrà quindi consegnata solo alla fine del lungo periodo di prova. Per gli Outlaws, come per quasi tutti i club MC Onepercenters, i colori appartengono al club e il membro dovrà restituirli in caso di allontanamento. La proprietà dei colori è un fattore critico nella vita di ogni club MC.
Anche tra i membri dello stesso club è facile che qualcuno venga messo alla prova, sottraendogli di nascosto il gilè. Se ciò accade, il membro dovrà pagare una multa (questo avveniva tempo fa tra gli Hells Angels, ad esempio); anche se i colori gli sono stati presi da un compagno, vuol dire che comunque erano incustoditi. Ci sono molte tradizioni legate ai colori e a come indossarli. Agli albori dei club c'era interesse che i colori si vedessero in giro, quindi era consentito, ad esempio, che le old ladies (le fidanzate dei membri) indossassero il gilè del loro compagno quando erano in moto con lui, per poterlo mostrare in giro, cosa che accadeva di solito tra gli Hells Angels negli anni sessanta.
Oggi non è più possibile nemmeno questo e provarsi i colori di un membro di un club MC può essere causa di seri pericoli per la propria incolumità personale. Gli stessi "full members" degli Outlaws a cui vengono sottratti i colori tramite la forza, da parte di membri di clubs avversari, dovranno essere in grado di poterseli riprendere da soli, oppure di rubare i colori a un membro qualsiasi del club rivale che li aveva attaccati, prima di poter essere riammesi a pieno titolo nelle file del loro club. Mentre, d'altro canto, ogni membro degli Hells Angels che non lotta strenuamente per difendere i propri colori e li consegna al club avversario senza combattere viene immediatamente espulso per votazione dalle file dell'organizzazione. In ogni caso, nessuno dei membri dei club Onepercenters in generale deve anche solo presupporre di appellarsi alle forze dell'ordine per denunciare il furto dei propri colori e riaverli in tal modo restituiti.
Nelle molte irruzioni che gli agenti dell'FBI statunitense hanno compiuto, cercando di sbaragliare i club Onepercenters ed appellandosi a leggi speciali come quella della "RICO" ("Racketeer Influenced and Corrupt Organizations Act", legge grazie alla quale è stato poi istituito l'ufficio della polizia federale americana specializzato nella lotta alla mafia e alle motorcycle gangs), irruzioni che puntualmente prevedevano delle perquisizioni effettuate nelle "club houses", i gilè con i colori e molti altri oggetti con il logo del club venivano spesso requisiti. I maggiori club MC hanno in corso lunghe e costose cause legali per riaverli indietro, anche qualora essi siano stati consegnati alla polizia da agenti sotto copertura infiltratisi nei club.
I membri dei club sono autorizzati, nonché strettamente tenuti, a partecipare alle riunioni settimanali nella "club house" di loro appartenenza, detta anche "church", mentre i "probates" e le "old ladies" non ne hanno la possibilità. Tra le altre cose, bisogna anche specificare che solo dopo un anno di buona condotta nel club un full member degli Outlaws MC avrà il diritto di tatuarsi il "Charlie", o un altro simbolo del club. Ovviamente lo farà a suo rischio e pericolo, visto che in caso di allontanamento il tatuaggio dovrà essere coperto con una "X" o addirittura cancellato. Molti membri che hanno tradito, o hanno collaborato con le forze dell'ordine, o che comunque hanno avuto problemi con il club (avendolo magari lasciato in "bad standing", ovverosia non in maniera amichevole), hanno subìto la cancellazione del tatuaggio mediante bruciatura sulla marmitta incandescente della moto.
I tatuaggi utilizzati dall'Outlaws MC hanno significati precisi: per esempio, un membro che ha ucciso per il club, o che ha comunque tentato di commettere un omicidio oppure ha organizzato un attentato dinamitardo per conto del club, è autorizzato a portare i "lightning bolts", un tatuaggio a forma di SS in stile nazista che rappresenta un elevato standing all'interno dell'organizzazione. C'è poi anche il tatuaggio della doppia "L", che sta a significare "Lounge Lizard", ovverosia colui che ha scontato un lungo periodo di reclusione a causa di vicissitudini legate alla vita del club, magari anche per proteggere altri membri e sacrificando perciò la propria libertà.

## Harry Bowman

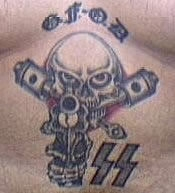
Tatuaggio fuorilegge con Rune sig SS

Harry Joseph Bowman è stato uno dei più famosi presidenti internazionali dell'Outlaws MC. Detto "Taco", è morto nel marzo 2019. Secondo quanto risultato al processo, "Taco" conduceva una vita simile a quella di un autentico capomafia, perennemente protetto e guardato a vista da membri degli Outlaws in tutti i suoi spostamenti. I suoi figli frequentavano scuole private di alto livello e conducevano una vita molto agiata. Bowman fu "International President" dell'Outlaws MC per gli U.S.A. dal 1984 al 1997: tredici anni durante i quali gestì la politica e la strategia di guerra contro gli altri club come un autentico reggente.
Uno dei capi d'accusa (otto in tutto, tra cui commercio di droga, rapimento e violenze varie) fu quello di essere il mandante dell'omicidio di un membro dei Warlocks MC, un club fondato in Florida e vicino agli Hells Angels. A parte Bowman, gli Outlaws hanno potuto annoverare tra le loro file anche il musicista Country David Allan Coe, ormai non più membro da tempo.

## Guerre tra club MC
Gli Outlaws hanno combattuto una violenta guerra contro gli Hells Angels in Canada per il controllo del territorio, il conflitto viene ricordato come la Prima guerra dei motociclisti.
La storia della vicenda con i Warlocks MC però è passata ormai agli onori della cronaca. Un giorno Harry Bowman seppe che i Warlocks stavano commerciando droga a Orlando, in Florida, per conto degli Hells Angels, e decise perciò che era giunto il momento di uccidere il presidente dei Warlocks. Un suo luogotenente fu quindi incaricato di gestire il problema nel modo migliore; tale ufficiale degli Outlaws decise di mettere alla prova un "probate", che era desideroso di guadagnarsi la sua "full patch". Il giovane candidato non esitò neppure un secondo, e per guadagnarsi i suoi "lightning bolts" e la sua "full patch" in un colpo solo, aspettò il presidente dei Warlocks nascosto nel garage di casa sua e lo uccise con quattro colpi in testa, esplosi da una calibro 22 con silenziatore in canna.
Bowman badava anche a fatti che solo apparentemente potevano sembrare meno importanti. Per esempio, verso la metà degli anni novanta in Florida, terreno tradizionale degli Outlaws, esisteva un club chiamato "Fifth Chapter Motorcycle Club" (FCMC), composto da un inoffensivo gruppo di ex alcolisti. In occasione della morte di un membro degli Hells Angels, gli FCMC parteciparono al suo funerale. Bowman lo venne a sapere dai giornali e fece invitare gli FCMC nella sede di Orlando degli Outlaws, senza dare spiegazioni. I circa quindici ospiti furono fatti sedere a due tavoli da pic nic e subito circondati da Outlaws armati.
Il presidente degli Outlaws, mostrando una pagina di giornale con una foto del funerale, disse che c'era un problema. Immediatamente il presidente degli FCMC fu picchiato a sangue con una torcia della polizia, mentre gli altri membri del club erano tenuti sotto tiro dagli Outlaws armati. Gli Outlaws intimarono agli FCMC di sciogliere il club e di non indossare mai più i propri colori: quando altri membri degli FCMC cercarono di protestare furono picchiati a loro volta. Dopo il pestaggio, gli Outlaws permisero agli FCMC di lavarsi e intimarono loro di ritornare a casa senza passare da nessun ospedale. Arrivati a casa avrebbero dovuto spedire agli Outlaws tutto il materiale riguardante il "Fifth Chapter Motorcycle Club".
Gli Outlaws sono vicini ai Bandidos MC e tradizionalmente anche ai Mongols MC, mentre tutti questi clubs sono in aperto contrasto con gli Hells Angels. L'ostilità tra club è talmente radicata che gli Outlaws hanno adottato sigle e motti che fanno aperto riferimento all'odio nei confronti degli Hells Angels, come ad esempio "A.H.A.M.D." (acronimo di "All Hells Angels Must Die") e "A.D.I.O.S." (acronimo di "Angels Die In Outlaws States"). Tra i club MC che supportano apertamente gli Outlaws vi sono i Crossed Pistons MC, largamente presenti anche in Europa, ed in particolare in Germania. Di fatto è il "supporting club" ufficiale per gli Outlaws MC.

## Geografia
Negli Stati Uniti, gli Outlaws godono di una spiccata presenza negli stati orientali, nel midwest, nel sud e in particolare in Florida, forse per la caratterizzazione manifestamente orientata al white power e allo spiccato nazionalismo. Non pare che ad oggi ci siano sedi degli Outlaws in California, tradizionale territorio degli Hells Angels. In Europa la presenza degli Outlaws risale ad un primo club motociclistico belga, che casualmente portava colori molto simili a quelli dell'Outlaws MC. Questo club, in breve, fu oggetto di un "patch-over" (ovverosia una fusione tra club) adottando così, pacificamente, i colori del club prioritario e diventando il mother chapter degli Outlaws MC in Europa, cioè il club che progressivamente ha autorizzato tutte le sezioni successive degli Outlaws in tutto il resto del territorio europeo.
Ad oggi la presenza degli Outlaws è abbastanza capillare in centro Europa (Germania, Belgio, Inghilterra e paesi dell'est), ma con presenze rilevanti anche in Francia e Russia. In Italia sono presenti due chapters: uno a Verona ed un altro a Bassano del Grappa (mother chapter per l'Italia). La sezione di Brescia, un prospective chapter di Cremona ed un altro "prospective chapter" fondato nella zona delle Dolomiti sono stati chiusi qualche anno fa.

## Nei media
Le vicende del moto club sono narrate nel film The Bikeriders (2024).